# José Azócar
José Enrique Azócar (Guiria, Venezuela, 11 de mayo de 1996), más conocido como José Azócar, es un jugador profesional venezolano de béisbol que se desempeña en la posición de jardinero izquierdo en New York Mets, equipo de las Grandes Ligas de Béisbol (MLB).

## Carrera
Azócar hizo su debut en la MLB con el equipo San Diego Padres, en el cual jugó tres temporadas (2022-2024), después pasó a New York Mets.